# Kalmar- och Kronobergsgruppen
Kalmar och Kronobergsgruppen (KRAG) är en svensk militärregiongrupp inom Hemvärnet som verkat i olika former sedan 1998. Förbandsledningen är förlagd i Växjö garnison i Växjö.

## Historia
Inför försvarsbeslutet 1996 föreslog regeringen en ny försvarsområdesindelning, vilket innebar att tre försvarsområdesstaber inom Södra militärområdet (Milo S) skulle avvecklas senast den 31 december 1997. De tre staber som föreslogs för avveckling återfanns i Kalmar, Växjö och Ystad. Gällande staberna i Växjö och Kalmar föreslogs de tillsammans med staben i Eksjö att bilda ett gemensamt försvarsområde. Därmed avvecklades Kronobergs regemente den 31 december 1997 och från den 1 januari 1998 kom Kronobergs försvarsområde (Fo 16) att integreras i Jönköpings försvarsområde (Fo 17), som antog namnet Smålands försvarsområde (Fo 17). Som stöd till hemvärn och frivilligverksamheten inom Kronobergs län och före detta Kronobergs försvarsområde bildades försvarsområdesgruppen Kronobergsgruppen.
Som ett led i försvarsbeslutet 2000 avvecklades försvars- och militärområdena den 30 juni 2000 och från och med den 1 juli 2000 organiserades i dess ställe militärdistrikt. Därmed avvecklades bland annat Smålands försvarsområde (Fo 17). De nya militärdistrikten motsvarade geografiskt sett de gamla militärområdena. Den stora skillnaden var att militärdistrikten var den lägsta nivån där chefen var territoriellt ansvarig. Inom militärdistrikten organiserades militärdistriktsgrupper, i regel en för varje län. Då Kronobergsgruppen redan var organiserad inom Kronobergs län kom den endast att organisatoriskt att överföras till Södra militärdistriktet (MD S) den 1 juli 2000.
I försvarsbeslutet 2004 beslutades att Kalmargruppen skulle upplösas och avvecklas den 31 december 2004. Från och med 1 januari 2005 övergick verksamheten till en avvecklingsorganisation, fram till att avvecklingen skulle vara slutförd senast den 30 juni 2006. Avvecklingsorganisationen upplöstes i sin tur den 30 juni 2005, då avvecklingen av förbandet var slutförd. Gruppens hemvärnsbataljoner tillsammans med övriga frivilliga försvarsorganisationer inom Kalmar län överfördes den 1 juli 2005 till Kronobergsgruppen, som därmed även antog namnet Kalmar och Kronobergsgruppen (KRAG).
Den 2 juni 2005 presenterade regeringen sin proposition (2004/05:160) gällande en avveckling av militärdistriktsorganisationen. I propositionen hänvisades regeringen till att "I det framtida insatsförsvaret och den beslutade insatsorganisationen finns det inte längre krav på eller behov av regional eller territoriell ledning som motiverar en särskild ledningsorganisation". Därmed ansåg regeringen att militärdistriktsorganisationen kunde avvecklas, något som Försvarsmakten även i en framställan till regeringen den 7 mars 2005 föreslagit. I dess ställe skulle fyra ledningsgrupper för säkerhetstjänst och samverkan inrättas, där ledningsgrupperna lokaliserade till Boden, Stockholm, Göteborg och Malmö. Den 16 november 2005 antog riksdagen regeringens proposition, därmed beslutades att militärdistriktsorganisationen skulle upplösas och avvecklas den 31 december 2005. Vilket innebar att militärdistriktsgrupperna omorganiserades till utbildningsgrupper och underställdes ett utbildningsförband. Detta medförde att Kalmar- och Kronobergsgruppen överfördes från Södra militärdistriktet (MD S) till att bli en enhet inom Marinbasen (MarinB) från och med den 1 januari 2006.
Den 1 januari 2013 bildades fyra militärregioner, där Södra militärregionen underställdes chefen för Södra skånska regementet, men löd under chefen insatsledningen i Högkvarteret avseende markterritoriell ledning i fred, kris och krig. Chefen för Kalmar- och Kronobergsgruppen var dock fortfarande underställd chefen Marinbasen gällande produktionsledning av hemvärnsförbanden samt insatsledning inom utbildningsgruppens geografiska område. Den 1 januari 2018 delades dock ledningen av Södra skånska regementet och Södra militärregionen, det genom att en separat chefsbefattning för Södra militärregionen tillsattes. Vidare underställdes staben Södra militärregionen i ledningsfrågor direkt chefen insatsledningen i Högkvarteret. I Försvarsmaktens budgetunderlag till regeringen för 2020 föreslogs att de fyra militärregionala staberna från 1 januari 2020 skulle inrättas som egna organisationsenheter. Cheferna för militärregionstaberna föreslogs i sin tur underställas rikshemvärnschefen avseende produktion av utbildningsgrupper och hemvärnsförband. Detta medförde att utbildningsgrupperna överfördes organisatoriskt från ett utbildningsförband till de fyra militärregionala staberna. I regeringens proposition framhöll dock regeringen att den militära regionala indelningen kunde komma att justeras, det beroende på utfallet av utredningen "Ansvar, ledning och samordning inom civilt försvar" (dir. 2018:79). För Kalmar- och Kronobergsgruppen innebar denna förändring att utbildningsgruppen överfördes från Marinbasen till att bli en enhet inom Södra militärregionen från och med den 1 januari 2020.
För att påvisa anknytningen till militärregionen, lämnades den 1 januari 2023 begreppet utbildningsgrupp till förmån för det nya begreppet militärregionsgrupp. Det för att på ett tydligare sätt anknyta mot enhetens bidrag som ett av militärregionens krigsförband, med uppgifter såväl i fred som i krig.

## Verksamhet
Chefen Kalmar- och Kronobergsgruppen är från den 1 januari 2020 direkt underställd chefen för Södra militärregionen. Kalmar- och Kronobergsgruppens uppgifter är att utbilda, organisera och administrera hemvärnsförbanden i Kalmar- och Kronobergs län. Gruppen skall vidare stödja frivilliga försvarsorganisationer. Insatser i såväl fred som under kris och krig leds i allmänhet direkt av Södra militärregionen, men Kalmar- och Kronobergsgruppen kan ges ledningsuppgifter som till exempel att avdela en militär insatschef (MIC).

## Ingående enheter
Kalmar- och Kronobergsgruppen administrerar och utbildar sedan 1 januari 2012 två hemvärnsbataljoner, Kalmarbataljonen (34. hvbataljonen) och Kronobergsbataljonen (35. hvbataljonen). 

### Kalmarbataljonen

Kalmarbataljonen eller 34. hemvärnsbataljonen har sin stabsplats i Kalmar. Bataljonen har Kalmar län som primärt upptagningsområde och traditionsbärare för Kalmar regemente.

- 34. hemvärnsbataljonsstaben, Handbörds kompani
- 34. hemvärnsledningsplutonen, Handbörds kompani
- 341. hemvärnsinsatskompaniet, Sevede kompani
- 342. hemvärnsinsatskompaniet, Kalmar kompani
- 343. hemvärnsbevakningskompaniet, Vedbo kompani
- 344. hemvärnsbevakningskompaniet (Södra Kalmar läns hemvärnsbevakningskompani), Runstens kompani
- 345. hemvärnsmusikkåren, Mönsterås kompani

### Kronobergsbataljonen

Kronobergsbataljonen eller 35. hemvärnsbataljon har sin stabsplats i Växjö. Bataljonen har Kronobergs län som primärt upptagningsområde och är traditionsbärare för Kronobergs regemente.

- 35. hemvärnsbataljonsstaben
- 35. hemvärnsledningsplutonen
- 351. hemvärnsinsatskompaniet
- 352. hemvärnsinsatskompaniet
- 353. hemvärnsbevakningskompaniet
- 354. hemvärnsunderrättelsekompaniet

## Förläggningar och övningsplatser
När Kronobergsgruppen bildades kom staben att förläggas till den byggnad som fram till 1992 utgjorde regementssjukhus vid Kronobergs regemente. I augusti 2012 lämnade Försvarsmakten den sista delen av Kronobergs regemente kasernetablissement, numer kallat Regementesstaden. Ny gruppering i Växjö blev istället Räppe. Räppe som ligger i västra Växjö utgjorde ursprungligen ett före detta intendenturförrådet, Arméns intendenturförråd i Växjö (AIV) och från 1966 militärområdesförråd inom det som 1994 bildade Södra underhållsregementet (Uhreg S).

## Heraldik och traditioner
När Kronobergsgruppen bildades den 1 januari 1998 blev gruppen arvtagare och traditionsbärare till Kronobergs regemente (I 11). Sedan juni 2005 tillkom även traditionerna för Kalmar regemente, det efter att Kalmargruppen genom sin avvecklingsceremoni i Kalmar genom örlogskapten Joe Wilhelmsson överlämnade befälet och gruppens fana till överstelöjtnant Bengt-Göran Svensson vid Kronobergsgruppen. Från den 1 juli 2005 var Kalmar- och Kronobergsgruppen traditionsbärare för Kronobergs regemente och Kalmar regemente. Från den 1 juli 2012 vilar traditionsansvaret för respektive regemente på utbildningsgruppens två hemvärnsbataljoner.

## Förbandschefer
- 1998–1998: Överstelöjtnant Benny Johansson [d]
- 1998–1998: Major Benkt Sjödahl [e]
- 1998–1999: Överstelöjtnant Cenneth Quick [f]
- 2000–200?: Överstelöjtnant Bengt-Göran Svensson [g]
- 20??–2017: Kommendörkapten Tor Johansson
- 2017–2020: Överstelöjtnant Per-Erik Laksjö
- 2020–2022: Överstelöjtnant Patrik Råberg [h]
- 2022–2024: Överstelöjtnant Peter Engström [i]
- 2024–20xx: Överstelöjtnant Robin Wahl

## Namn, beteckning och förläggningsort
| Kronobergsgruppen             | 1998-01-01 | – | 2005-06-30 |
| Kalmar- och Kronobergsgruppen | 2005-07-01 | – |            |

| okänt | 1998-01-01 | – | 2000-06-30 |
| KRG   | 2000-07-01 | – | 2005-06-30 |
| KRAG  | 2005-07-01 | – |            |

| Växjö garnison/Regementesstaden (F) | 1998-01-01 | – | 2012-08-?? |
| Växjö garnison/Räppe (F)            | 2012-08-?? | – |            |